# Гревен (Мекленбург)
Гревен (њем. Greven) општина је у њемачкој савезној држави Мекленбург-Западна Померанија. Једно је од 89 општинских средишта округа Лудвигслуст. Према процјени из 2010. у општини је живјело 816 становника. Посједује регионалну шифру (AGS) 13054040.

## Географски и демографски подаци
Гревен се налази у савезној држави Мекленбург-Западна Померанија у округу Лудвигслуст. Општина се налази на надморској висини од 30 метара. Површина општине износи 40,0 km². У самом мјесту је, према процјени из 2010. године, живјело 816 становника. Просјечна густина становништва износи 20 становника/km².

## Међународна сарадња
| Мјесто | Држава | Врста сарадње | Од    |
| ------ | ------ | ------------- | ----- |
| Черск  | Пољска | партнерство   | 1992. |
| Извор  |        |               |       |